# Цюрихская городская и пригородная железная дорога

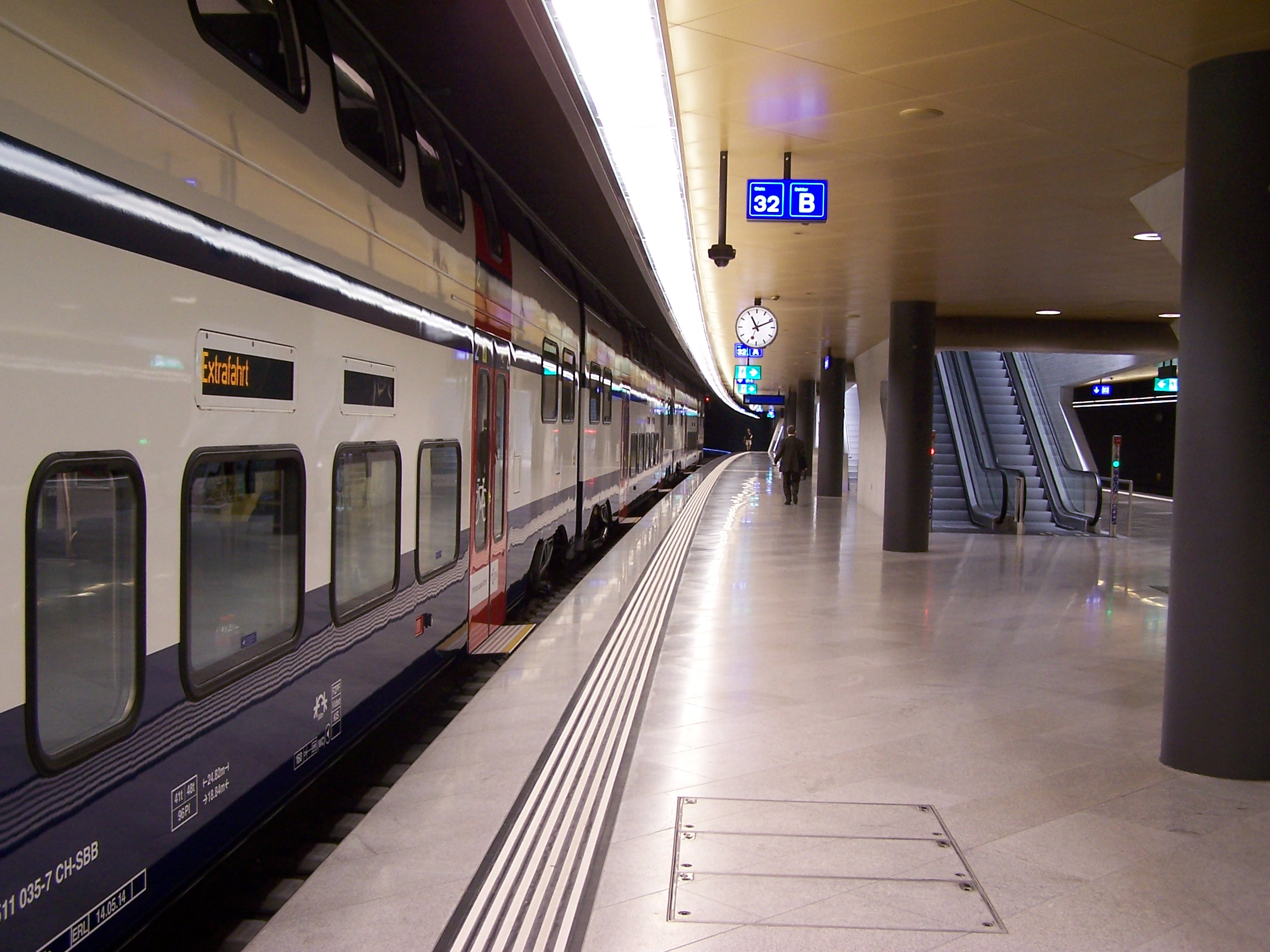
Двухэтажный поезд на подземной станции

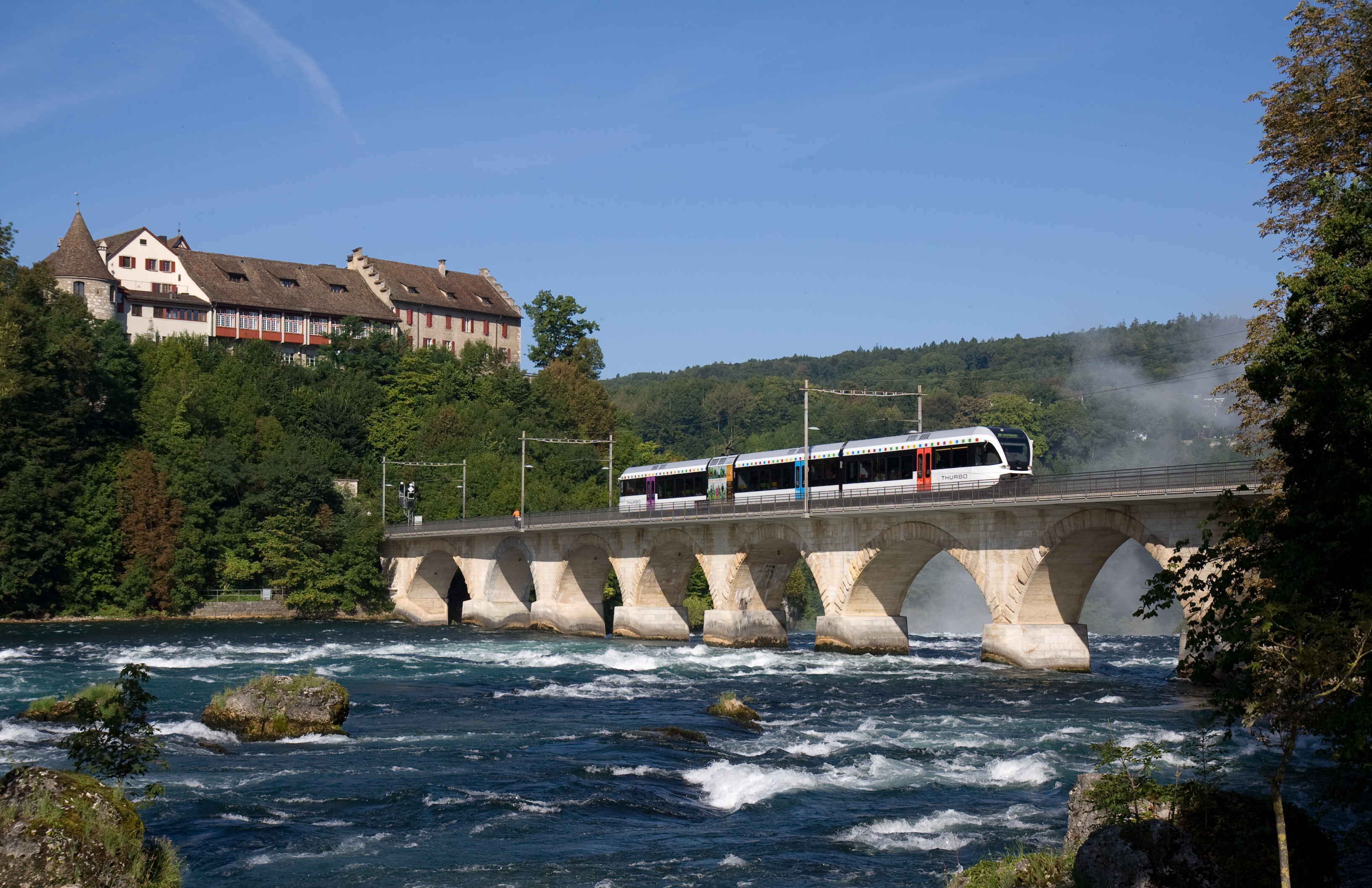
Поезд на мосту через Рейнский водопад

Цюрихская городская и пригородная железная дорога (S-Bahn) — вид общественного транспорта в Цюрихе и окрестностях (на территории кантона Цюрих и части кантона Аргау).
Система была создана, после того как проекты создания Цюрихского метрополитена (U-Bahn) были отклонены на референдумах 1960 и 1970 года и была открыта 27 мая 1990 года. Для системы не строились новые железнодорожные линии, она состоит из линий, построенных до 1990 года.
Система состоит из 26 пронумерованных линий, многие номера пропущены. Общая протяжённость сети — 380 км, имеется 171 станция. В системе имеются подобные метро подземные участки со станциями. В системе частично используются двухэтажные поезда RABe 514.

## Линии
- S2 Ильнау-Эффретикон — Цюрихский аэропорт — главный вокзал Цюриха — Ziegelbrücke
- S3 Бюлах — Хардбрюке — Дитикон — главный вокзал Цюриха — Ильнау-Эффретикон — Ветцикон
- S4 главный вокзал Цюриха — Адлисвиль — Sihlwald
- S5 Цуг — главный вокзал Цюриха — Устер — Пфеффикон
- S6 Баден — Регенсдорф — главный вокзал Цюриха/Итикон-ам-Зее
- S7 Винтертур — Клотен — главный вокзал Цюриха — Майлен — Рапперсвиль
- S8 Винтертур — Валлизеллен — главный вокзал Цюриха — Пфеффикон
- S9 Цуг — Аффольтерн-на-Альбисе — главный вокзал Цюриха — Устер
- S10 главный вокзал Цюриха — Утлиберг
- S11 Винтертур — Zürich Stadelhofen — главный вокзал Цюриха — Zürich Hardbrücke (only peak hours)
- S12 Бругг — Баден — главный вокзал Цюриха — Винтертур — Зойцах/Winterthur Seen
- S13 Веденсвиль — Айнзидельн
- S14 главный вокзал Цюриха — Валлизеллен — Устер — Ветцикон — Хинвиль
- S15 Рапперсвиль — Ветцикон — Устер — главный вокзал Цюриха — Оберглатт — Нидервенинген
- S16 Тайнген — Шаффхаузен — Винтертур — Цюрихский аэропорт — главный вокзал Цюриха — Herrliberg-Feldmeilen
- S17 Дитикон — Бремгартен — Волен
- S18 Zürich Stadelhofen — Forch — Эслинген
- S21 (главный вокзал Цюриха) — Тальвиль — Цуг (Zürich Main Station-Thalwil only peak hours)
- S22 Бюлах — немецкая территория — Шаффхаузен — Зинген (Германия)
- S26 Винтертур — Баума — Рюти
- S29 Винтертур — Штайн-ам-Райн
- S30 Винтертур — Фрауэнфельд
- S33 Винтертур — Андельфинген — Шаффхаузен
- S35 Винтертур — Виль
- S40 Рапперсвиль — Пфеффикон — Samstagern — Айнзидельн
- S41 Винтертур — Бюлах — Бад-Цурцах — Вальдсхут (Германия)
- S55 Оберглатт — Дильсдорф — Нидервенинген